# 护林站
护林站是位于内蒙古自治区牙克石市护林村的一个铁路车站，邮政编码22150。车站建于1942年，有牙林铁路经过该站，现仅办理货运，不办理客运业务。车站距离牙克石28公里，隶属哈尔滨铁路局，是四等站。